# のるねっとKUJI

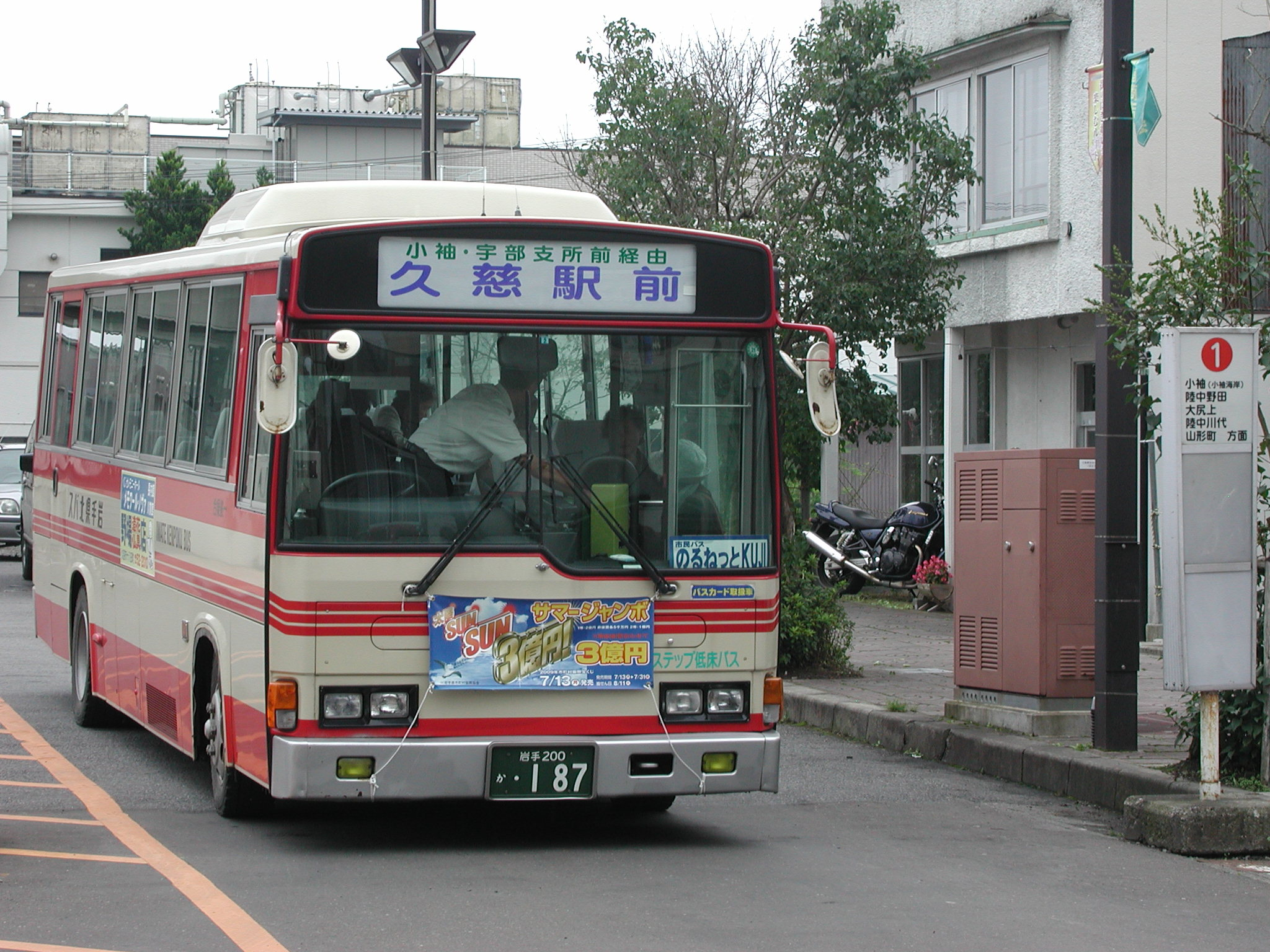
のるねっとKUJI（岩手県北バス）

久慈市民バス（くじしみんバス、愛称: のるねっとKUJI（のるねっとくじ））とは、岩手県久慈市が運営し、岩手県北自動車（岩手県北バス）・ヒカリ総合交通・三河交通観光・三陸観光の4社に委託して運行される廃止代替バス（自治体バス）である。

## 概要

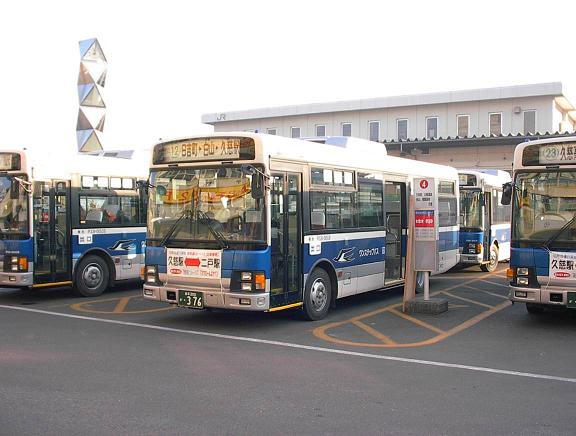
JRバス東北運行当時の車両（久慈駅前・2002年11月）

ジェイアールバス東北が2008年3月末をもって久慈地区ローカル線（ただし白樺号・スーパー久慈・スワロー号の3路線については今後も継続）の全線廃止・撤退を決めたことから、沿線である久慈市とその周辺の町が今後の運行計画を策定し、2008年4月以降に新たな代替バスを運行することとなった。愛称名を一般公募によって決定した『のるねっとKUJI』とし、市内のバス事業者3社（岩手県北バス・ヒカリ総合交通・三陸観光）に運行を委託した。後に、三河交通観光が運行に加わっている。三陸観光は運行事業者から外れた時期があったが、現在は侍浜線・山形線を担当する形で復活している。
このうちヒカリ総合交通担当路線では、岩手県内では初となる大型のノンステップバス（中古導入/元：京王バス中央）が導入され、話題となった。
なお、久慈市内を含む久慈地区で岩手県北バスが運行している大野線は、のるねっとKUJIではなく、岩手県北バスの路線バスとして運行されている。

## 沿革
久慈市内は日本国有鉄道久慈自動車営業所の開設以来、国鉄バス→東日本旅客鉄道→JRバス東北が運行を担ってきた。自治体からの補助を受けることができなかったJRバス東北は赤字路線を黒字路線の収益で補う「社内補填」を行い維持してきたが、一般路線の利用者の落ち込みが続き、社内補填による維持も難しくなっていた。
そこで1996年に川代線・津内口線・侍浜線を廃止することを表明。JRバスの路線としては廃止するものの、久慈市に路線免許（当時）を譲渡して、久慈市がJRバス東北に運行を委託する形（貸切代替バス）でこれまで通りの体系を維持することにした。
2005年、JRバス東北が山根線を廃止することを表明するとともに、川代線・津内口線・侍浜線の運行委託料の引き上げを久慈市に求めたことから、これ以上のJRバス東北による路線維持・運行委託は財政的負担が重いと判断し、これら4路線を他社へ運行を委託することにした。
- 2005年4月1日 - 運行開始。
- 2008年4月1日 - JRバス久慈地区ローカル線廃止に伴い、運行区間を拡大・再編。愛称名『のるねっとKUJI』として、市から市内バス事業者3社に委託して運行を開始。
- 2011年4月1日 - 運行経路と運行回数を見直し。上限運賃を500円とする。三陸観光が運行から外れ、三河交通観光が運行に加わる。
- 2019年4月1日 - 「久慈市地域公共交通網形成計画」策定に伴い、路線を改編[2]。三陸観光が再び運行に加わる。
- 2020年1月1日 - 三陸沿岸道路新設よる経路変更に伴い、「長内ショッピングセンター」停留所を廃止し、「消防署前」を新設[3]。

## 現行路線
- 太字は自由乗降区間。
- 年末年始は大野線を除き全路線運休。
- 平日及び指定曜日運行の場合、祝日を除く。
- 市日は3、8がつく土・日・祝日のみ運行する路線であることを示す。

### 侍浜線
- 運行委託：三陸観光

運行経路
- 月・水・金
  - 久慈駅 - 県立病院 - 消防署前 - 夏井駅前 - 半崎 - 麦生 - 本波大橋 - 白前 - 保土沢公民館前 - 北野
- 火・木
  - 久慈駅 - 県立病院 - 消防署前 - 夏井駅前 - 夏井橋 - 夏井板橋 - 北野 - 侍浜支所前 - 外屋敷公民館前 - 屯所前 - 高家口
- 市日
  - 久慈駅 - 県立病院 - 消防署前 - 夏井駅前 - 半崎 - 麦生 - 本波大橋 - 白前 - 向町 - 桑畑漁港口 - 屯所前 - 外屋敷公民館前 - 北野

沿革
- 19xx年 - 国鉄バスが路線を開設。
- 1987年4月1日 - JR東日本バスに承継。
- 1988年4月1日 - JRバス東北に承継。
- 1996年 - 自治体バスに移管（運行は引き続きJRバス東北が行う）。
- 2005年4月1日 - 久慈市民バスに移管。
- 2008年4月1日 - JRバス久慈地区ローカル線廃止・撤退に伴い、久慈駅 - 侍浜間を延伸。
- 2011年4月1日 - 侍浜北線、侍浜南線、川代線と統合、侍浜夏井線となる。三陸観光が運行から撤退。
- 2019年4月1日 - 改編に伴い、復活。

### 川代線
- 運行委託：三河交通観光

運行経路
- 久慈駅 - 県立病院 - 消防署前 - 夏井駅前 - 陸中大崎 - 交流館前 - 陸中川代

運行日
- 平日、市日

沿革
- 19xx年 - 国鉄バス夏井線として開業。
- 1987年4月1日 - JR東日本バスに承継。
- 1988年4月1日 - JRバス東北に承継。
- 1996年 - 自治体バスに移管（運行は引き続きJRバス東北が行う）。
- 2005年4月1日 - 久慈市民バスに移管。
- 2008年4月1日 - JRバス久慈地区ローカル線廃止・撤退に伴い、久慈駅 - 夏井橋間を延伸。
- 2011年4月1日 - 侍浜線、侍浜北線、侍浜南線と統合、侍浜夏井線となる。三陸観光が運行から撤退。
- 2019年4月1日 - 改編に伴い、復活。

### 新町線
- 運行委託：ヒカリ総合交通

運行経路
- 平日・市日
  - 久慈駅 - 県立病院 - 消防署前 - 門前 - やませ土風館 -久慈駅 - 天神堂 - 高校入口 - 久慈新町 - 大川目 - 仲小路
- 平日のみ
  - 久慈駅 - 西の沢 - 高校前
  - 県立病院 - 門前 - 久慈駅 - 天神堂 - 高校入口 - 久慈新町 - 大川目 - 仲小路

沿革
- 2008年4月1日 - JRバス久慈地区ローカル線廃止・撤退に伴い、市民バス「のるねっとKUJI」に移管。
- 2011年4月1日 - 羽黒山前 - 津内口間を廃止。新町循環線となる。
- 2019年4月1日 - 改編に伴い、仲小路 - 碁石前 - 西の沢 - 久慈駅の区間が廃止となり、｢新町線｣に変更。

### 日吉循環線
- 運行委託：三陸観光

運行経路
- 平日・市日
  - 久慈駅 - 上長内西 - 上日吉 - 白山団地 - 岩瀬張 - 堀 - 久慈琥珀博物館入口 - 小久慈小学校前 - 幸町公民館前 - 新開橋 - 久慈駅 - 門前 - 県立病院 - 消防署前 - やませ土風館 - 久慈駅
- 平日
  - 久慈駅 - 上長内西 - 上日吉 - 白山団地 - 岩瀬張 - 堀 - 久慈琥珀博物館入口 - 小久慈小学校前 - 幸町公民館前 - 新開橋 - 久慈駅 - 門前 - 県立病院 - 田屋 - 久慈駅東口 - 久慈駅

沿革
- 1950年7月20日 - 普代線久慈駅 - 下柏木 - 陸中白山間（6 km）開業。
- 1962年10月1日 - 路線名称を安家線に改正。
- 1964年12月1日 - 安家線（のち日陰線）久慈 - 通学橋 - 上日陰 - 堀間（5.3 km）開業。
- 1983年6月23日 - 安家線田高 - 小久慈焼間（1.3 km）開業
- 199x年 - 「久慈 - 白山」及び「久慈 - 稲村団地 - 久慈」の2系統を統合し、白山・日吉循環線とした。
- 2005年4月1日 - 久慈商業高校が統合されたため白山・日吉（商業）循環線の久慈商業高校経由、稲村団地・下日吉・久慈商業高校前経由が廃止となる。それにより久慈商業高校前 - 幸団地前 - 日吉神社前、幸団地前 - 長内中学校前、通学橋 - 稲村団地 - 中里間路線廃止。また時刻表表記を「白山・日吉（商業）循環線」から「白山・日吉循環線」に変更した。
- 2008年4月1日 - JRバス久慈地区ローカル線全廃により撤退。全区間を市民バス「のるねっとKUJI」に移行。運行を三陸観光に委託。
- 2011年4月1日 - 運行委託先がヒカリ総合交通に変更となる。
- 2019年4月1日 - 改編に伴い、経路を再編。
- 2020年1月1日 - 運行委託先が再び三陸観光に変更となる。

### 山根線
- 運行委託：ヒカリ総合交通

運行経路
- 毎日運行
  - 久慈駅 - 消防署前 - 県立病院 - 門前 - やませ土風館 - 久慈駅 -  小久慈焼前 - 柏木 - 久慈琥珀博物館入口 - 岩瀬張 - 陸中滝 - 新山根温泉 - 山根
- 月・金
  - 久慈駅 - 市役所前 - 県立病院 - 門前 - 久慈駅 - 小久慈焼前 - 柏木 - 久慈琥珀博物館入口 - 岩瀬張 - 陸中滝 - 新山根温泉 - 山根 - 赤間立

沿革
- 1953年9月1日 - 国鉄バス安家線陸中白山 - 岩泉三本松間開業。久慈側・岩泉側それぞれ安家での折り返し運転。
- 198x年 - 安家線山根 - 安家間廃止、久慈側を「山根線」と呼ぶようになる。
- 1987年4月1日 - JR東日本バスに承継。
- 1988年4月1日 - JRバス東北に承継。
- 1996年3月1日 - 「盛岡・陸中海岸ミニ周遊券」で乗車できなくなる。
- 1996年8月1日 - 新山根温泉経由になる。
- 2005年4月1日 - 不採算路線のため岩瀬張 - 山根間を廃止。久慈市民バスが路線を引き継ぐ。
- 2008年4月1日 - JRバス久慈地区ローカル線廃止・撤退に伴い、県立久慈病院 - 久慈駅 - 岩瀬張間を延伸。山根線をヒカリ総合交通、滝線を三陸観光にそれぞれ運行委託。
- 2011年4月1日 - 三陸観光が運行から撤退、路線名を「山根線」に変更。山根 - 赤間立間を延伸（月曜日・金曜日のみ運行）。

### 山形線
- 運行委託：三陸観光

運行経路
- 久慈駅 - 門前 - 県立病院 - 門前 - 西の沢 - 森前 - 陸中山形

運行日
- 久慈駅行 : 平日、土曜日
- 陸中山形行 : 平日(休校日期間中は運休)

沿革
- 2019年4月1日 - 運行開始。

### 久慈海岸線
- 運行委託：岩手県北バス久慈営業所

運行経路
- 毎日運行
  - 久慈駅 - やませ土風館 - 門前 - 県立病院 - 玉の脇 - 舟渡 - 大尻上 - 小袖海岸 - 久喜浜 - 野田港 - 陸中野田駅
- 平日のみ
  - (長内中学校前 -) 久慈駅 - 門前 - 県立病院 - 玉の脇 - 舟渡 - 大尻上 - 小袖海岸 - 久喜浜 - 野田港 - 陸中野田駅
- 土・日・祝日運行(夏期のみ)
  - 久慈駅 - やませ土風館 - 門前 - 県立病院 - 玉の脇 - 舟渡 - 大尻 - 小袖海岸

沿革
- 2008年4月1日 - JRバス東北久慈海岸線廃止、久慈市及び野田村からの委託を受けて岩手県北バスへ移管された。
- 2011年4月1日 - 久慈駅 - 宇部支所前 - 陸中野田駅間を廃止、川崎町経由から県立病院経由に変更。
  - 上記以前のJRバス時代の沿革等詳細は陸中海岸線の項も参照のこと。

## 休廃止路線
※：太字は自由乗降区間。

### 侍浜夏井線
- 運行委託：三河交通観光

運行経路
- 久慈駅 - 県立病院 - 下新井田 - 夏井駅前 - 夏井橋 - 夏井板橋 - 外屋敷子供会館前 - 屯所前 - 北野 - 侍浜支所前 - 桑畑
- 久慈駅 - 県立病院 - 下新井田 - 夏井駅前 - 麦生 - 保土沢公民館前 - 北野
- 久慈駅 - 県立病院 - 下新井田 - 夏井駅前 - 夏井橋 - 夏井小学校前 - 陸中川代

沿革
- 2011年4月1日 - 従来の侍浜線、侍浜北線、侍浜南線、川代線を統合、侍浜夏井線となる。
- 2019年4月1日 - 路線改編に伴い、廃止。

### 津内口線
- 運行委託：ヒカリ総合交通

運行経路
- 津内口 - 枝成沢 - 宮田 - 羽黒山

沿革
- 19xx年 - 国鉄バスが路線を開設。
- 1987年4月1日 - JR東日本バスに承継。
- 1988年4月1日 - JRバス東北に承継。
- 1996年 - 自治体バスに移管（運行は引き続きJRバス東北が行う）。
- 2005年4月1日 - 久慈市民バスに移管。
- 2008年4月1日 - JRバス久慈地区ローカル線廃止・撤退に伴い、新町循環線と統合。

### 川崎町循環線
- 運行委託：ヒカリ総合交通

運行経路
- 久慈駅 - （やませ土風館 - ）門前 - 県立久慈病院 - 市営球場前 - 市役所前 - 久慈駅東口 - 本町 - 久慈駅

沿革
- 2008年4月1日 - JRバス久慈地区ローカル線廃止・撤退に伴い、市民バス「のるねっとKUJI」に移管。
- 2011年4月1日 - 系統廃止（経路は新町循環線、日吉循環線の一部便が経由する形に変更）。

### 新町循環線
- 運行委託：ヒカリ総合交通

運行経路
- 久慈駅 - （やませ土風館 - ）西の沢 - 高校前 - 宮田 - 久慈新町 - 大川目 - 碁石前 - 西の沢 - 久慈駅 / 県立病院
- 久慈駅（ - 久慈駅東口 - 消防署前 - 下新井田 - 県立病院）（ - やませ土風館） - 天神堂 - 宮田 - 久慈新町 - 大川目 - 碁石前 - 西の沢 - 久慈駅

沿革
- ｢新町線｣の項目を参照。

### 日吉循環線（久慈商業高校経由）
- 運行委託：ヒカリ総合交通

運行経路
- 久慈商業高校経由
  - 久慈駅 - 新開橋 - 長内中学校前 - 久慈商業高校前 - 通学橋 - 日吉町 - 陸中白山 - 岩瀬張 - 上日当 - 堀 - 琥珀博物館 - 下柏木 - 小久慈焼前 - 田高 - 久慈駅
- 稲村団地・下日吉・久慈商業高校前経由
  - 久慈駅 - 新開橋 - 長内中学校前 - 野中 - 通学橋 - 稲村団地 - 日吉町 - 下日吉 - 久慈商業高校前 - 長内中学校前 - 新開橋 - 久慈駅
    - 沿革については｢日吉循環線｣の項目を参照。

### 根井線
- 運行委託：ヒカリ総合交通

運行経路
- 県立久慈病院 - 久慈駅 - 砂子 - 根井

沿革
- 2008年4月1日 - JRバス久慈地区ローカル線廃止・撤退に伴い、市民バス「のるねっとKUJI」に移管。
- 2011年4月1日 - 運行委託先が三陸観光からヒカリ総合交通に変更となる。
- 2019年4月1日 - 改編に伴い、デマンドタクシーに転換。

## 使用車両

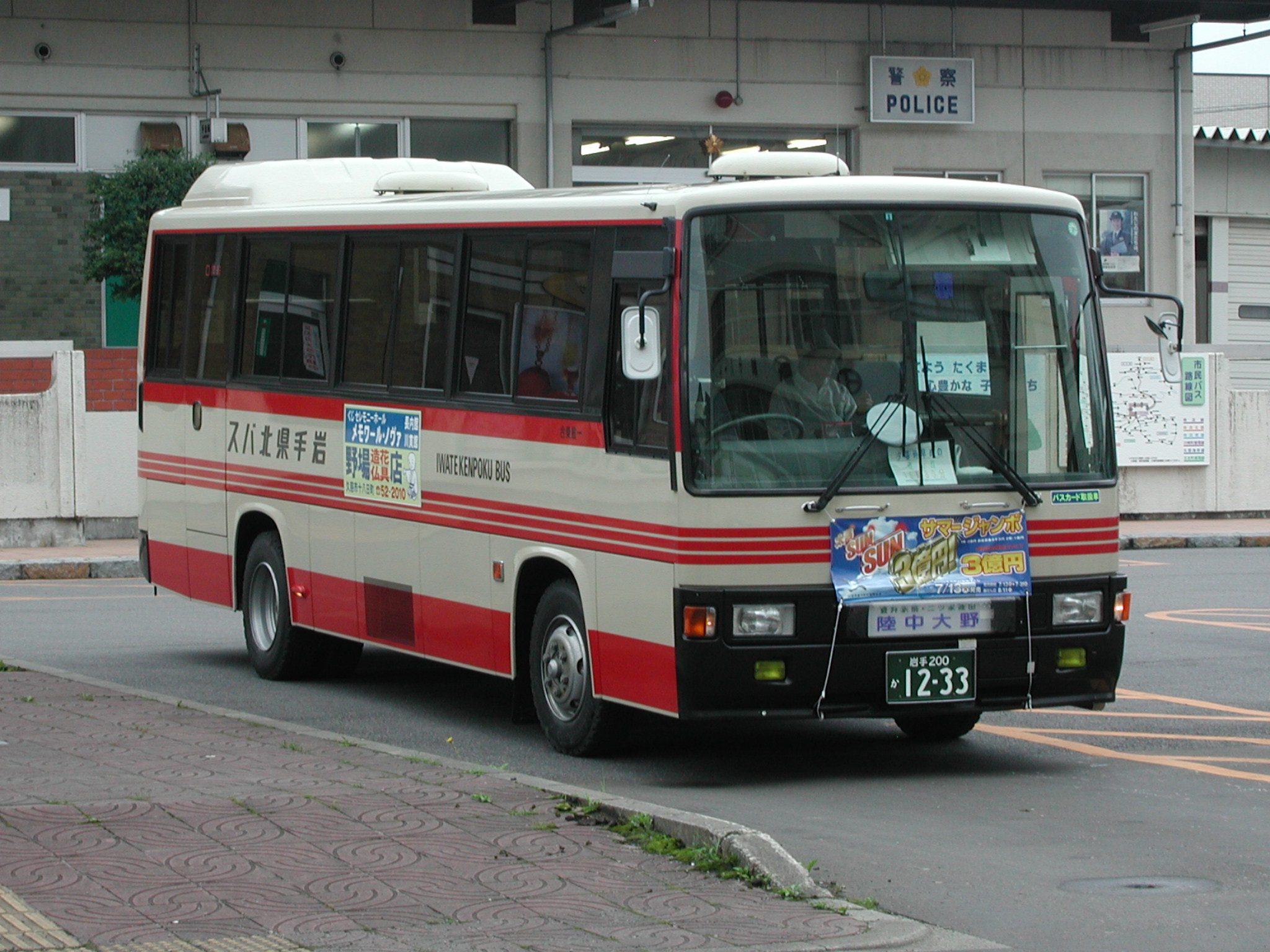
岩手県北バス 日野・レインボーRR
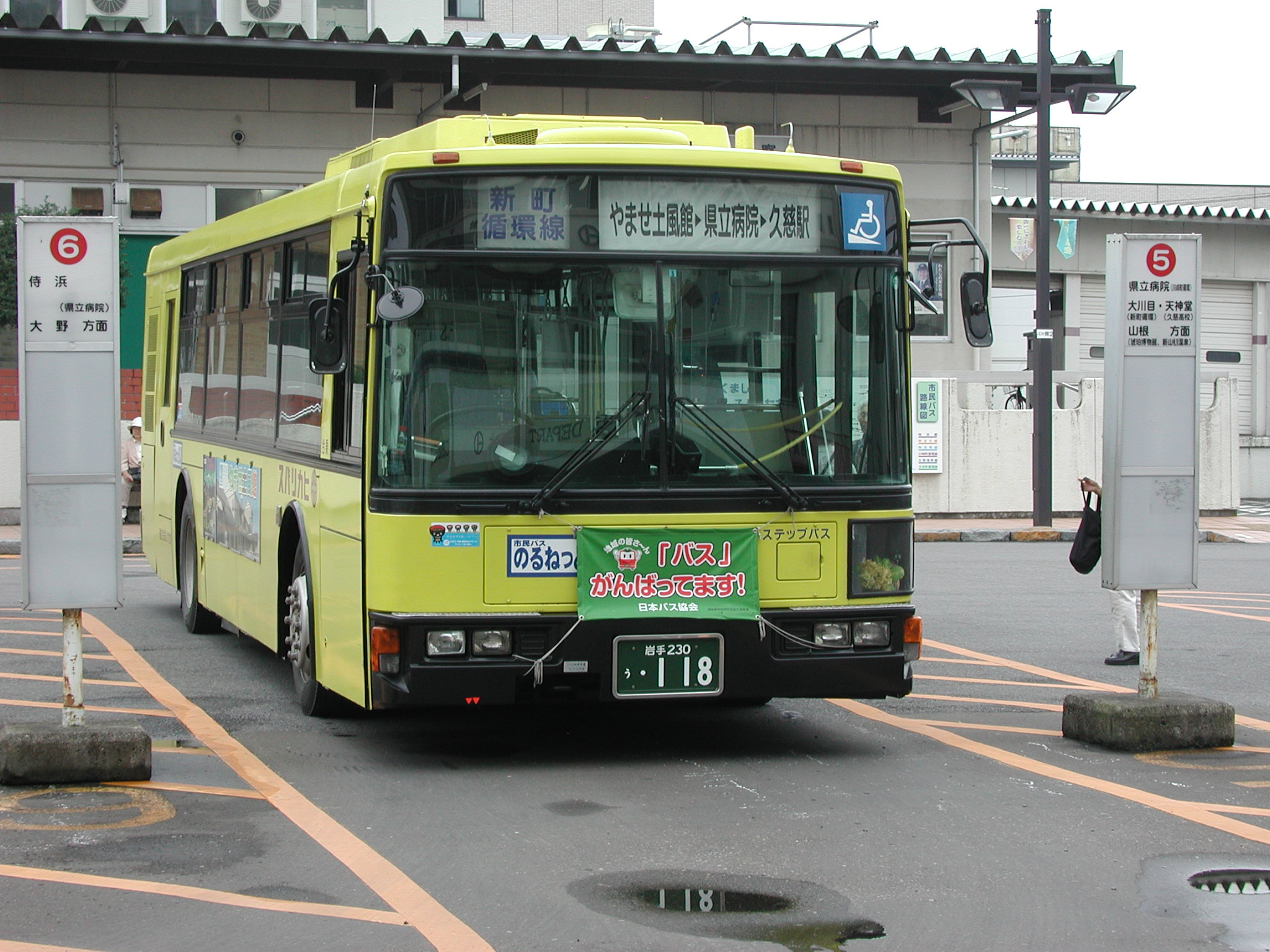
ヒカリ総合交通 日産ディーゼル・UAノンステップ
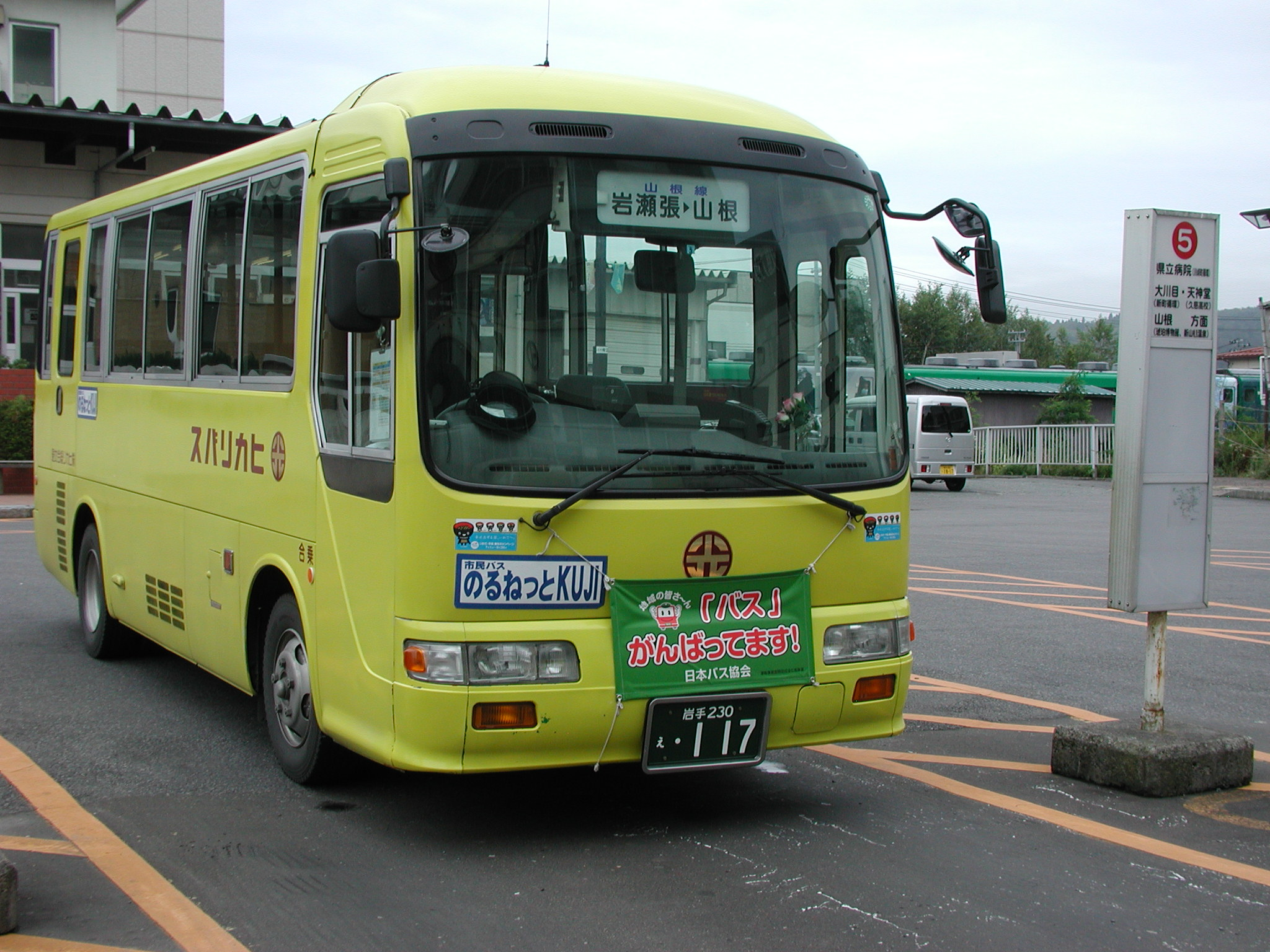
ヒカリ総合交通 日野・リエッセ
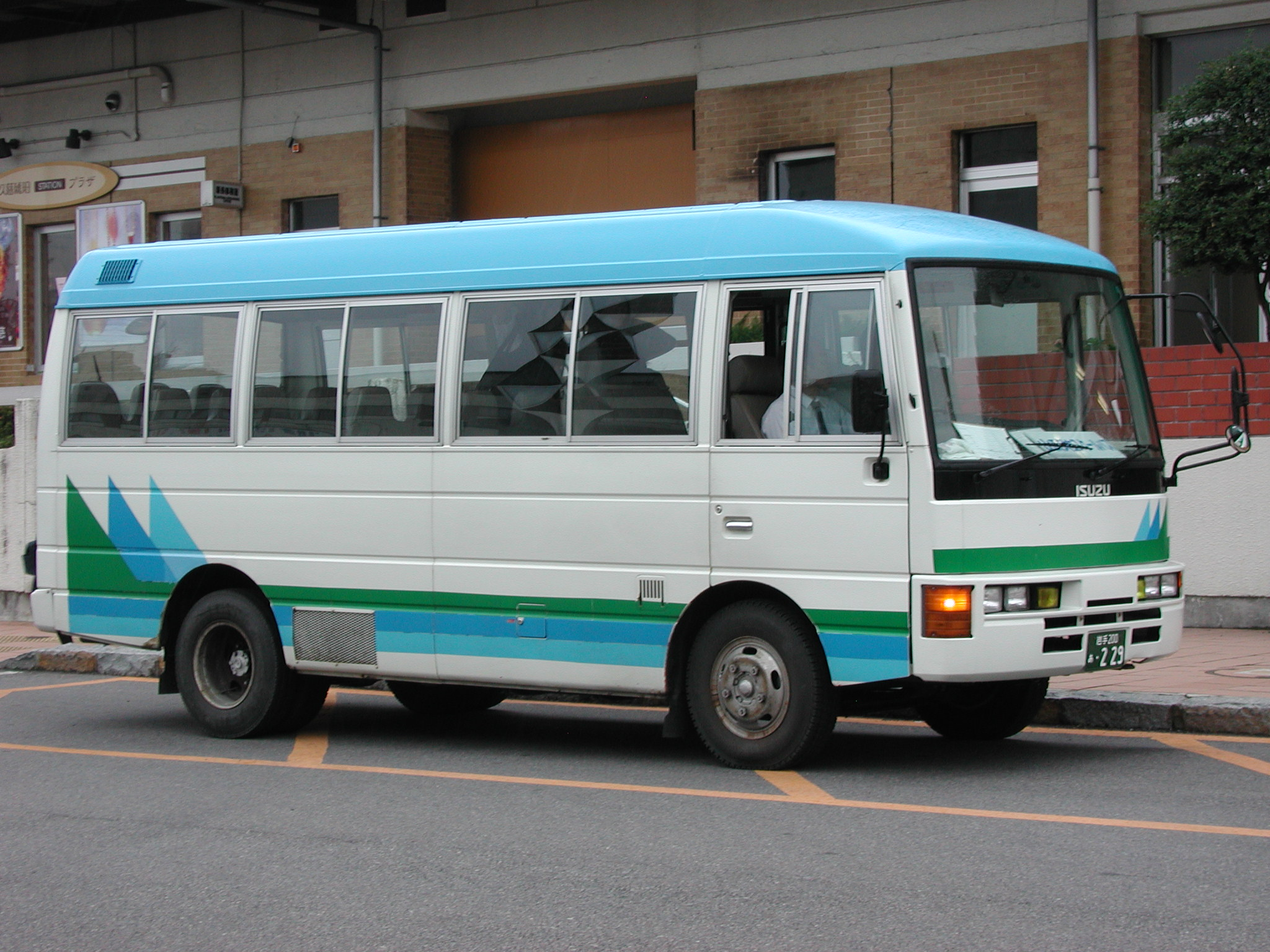
三陸観光 いすゞ・ジャーニー
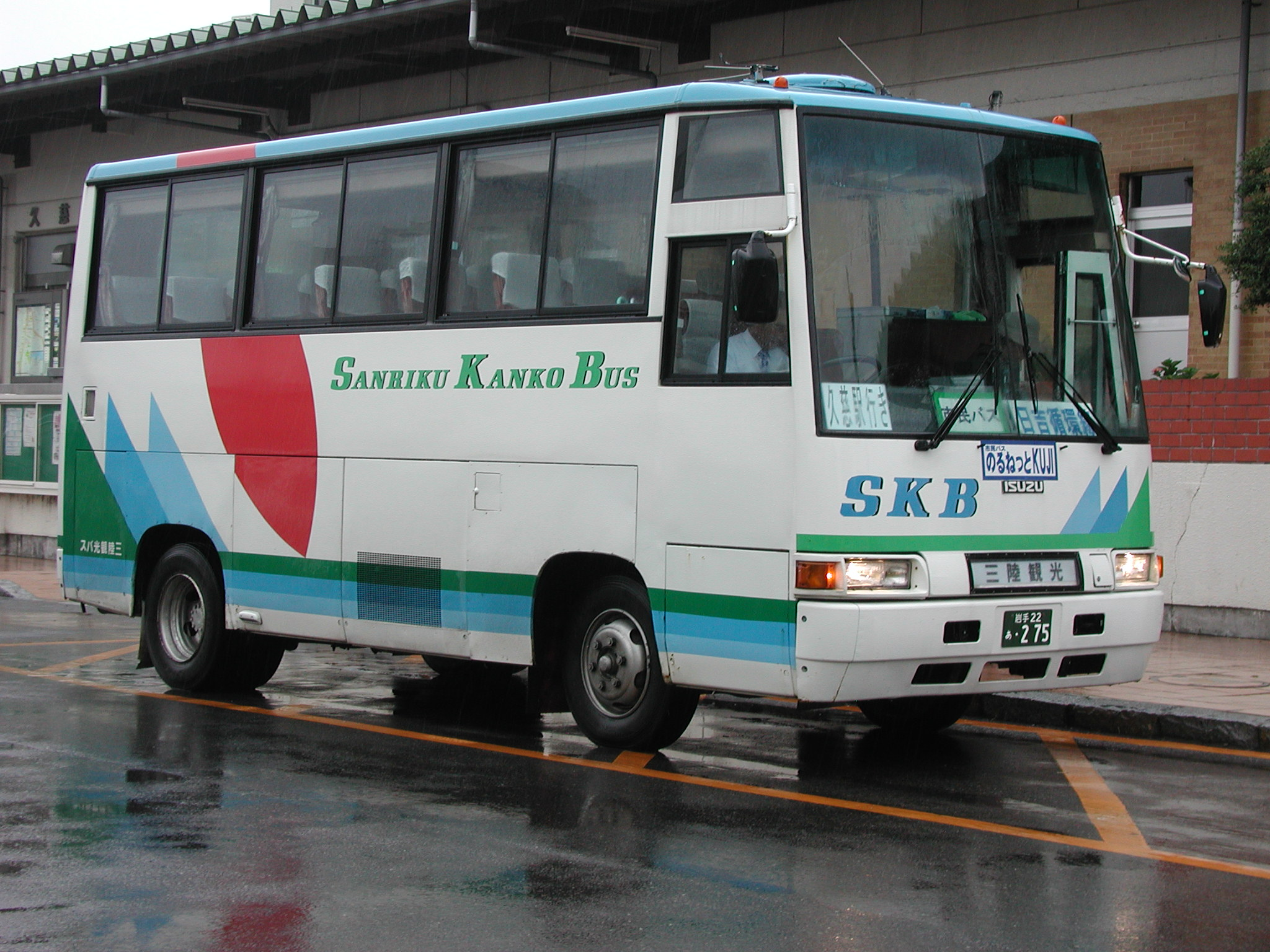
三陸観光 いすゞ・ジャーニーQ
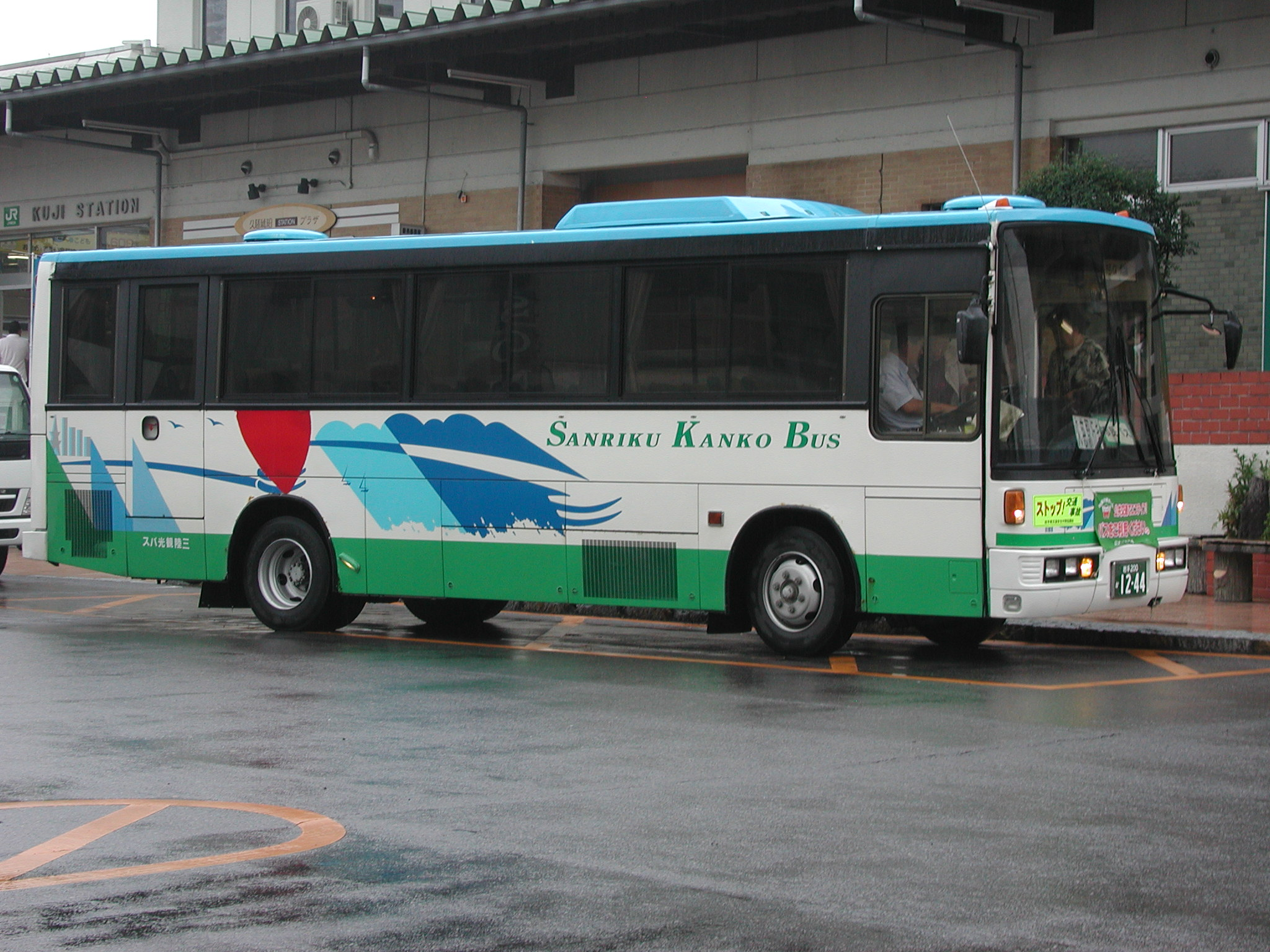
三陸観光 いすゞ・ジャーニーK

## その他
- 岩手県北自動車の受託路線である久慈海岸線では、県北バスの発行するバスカードが利用可能（岩手県交通の発行するバスカードは、2010年4月1日以降利用できない。詳細はバスカードの記事を参照）。